# Velká lokomotivní honička

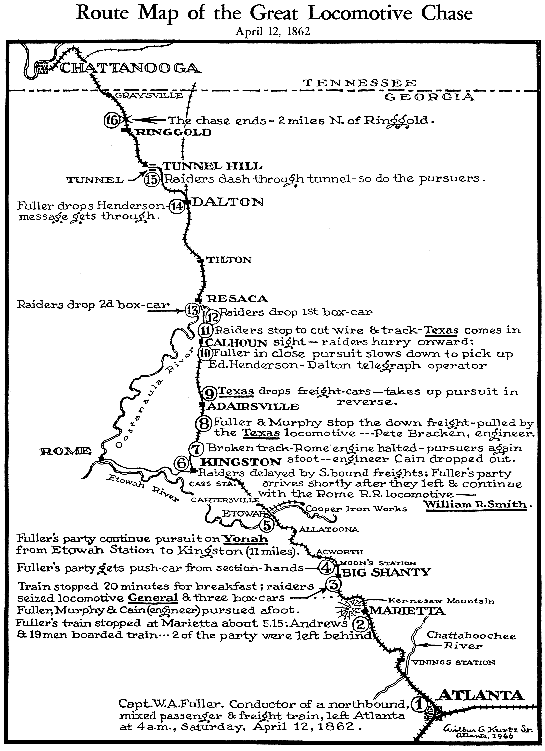
Mapa trati s odkazy na jednotlivé epizody únosu:
1 – odjezd ve 4 h ráno
2 – Andrews a jeho muži nastupují do vlaku
3 – přestávka 20 minut na snídani
4 – Fuller nasedá na drezínu
5 – Fuller vyjíždí s Yonahem
6 – Andrews zdržen křižováním, Fuller přebírá lokomotivu Rome R. R. protijedoucího vlaku
7 – poškozená trať
8 – Fuller a Murphy zastavují protijedoucí vlak
9 – Texas odstavuje vozy
10 – Fuller zpomaluje, aby naložil telegrafistu
11 – únosci ničí koleje a telegraf, Texas je dohání
12 a 13 – zanechaný vůz
14 – Fuller vysazuje telegrafistu, zpráva projde
15 – tunel
16 – únosci opouštějí Generala

Velká lokomotivní honička (Great Locomotive Chase nebo též Andrews' Raid – Andrewsův přepad) byla epizoda americké občanské války, která se udála 12. dubna 1862 v severní Georgii. Dobrovolníci armády Unie vedení civilním zvědem Jamesem J. Andrewsem unesli vlak a snažili se jej odvézt na sever do Chattanoogy v Tennessee. Cestou poškozovali trať Western and Atlantic Railroad (W & A) z Atlanty do Chattanoogy jak jen mohli, nejen aby zabránili pronásledování, ale aby především znemožnili zásobování vojsk Konfederace v Chattanooze. Jelikož poškodili i telegrafní vedení, nemohla být alarmována vojska Konfederace, která se nacházela podél trati. Únosci byli nakonec zajati a někteří z nich popraveni jako špióni. Někteří z únosců se stali prvními nositeli Medaile cti.

## Pozadí události

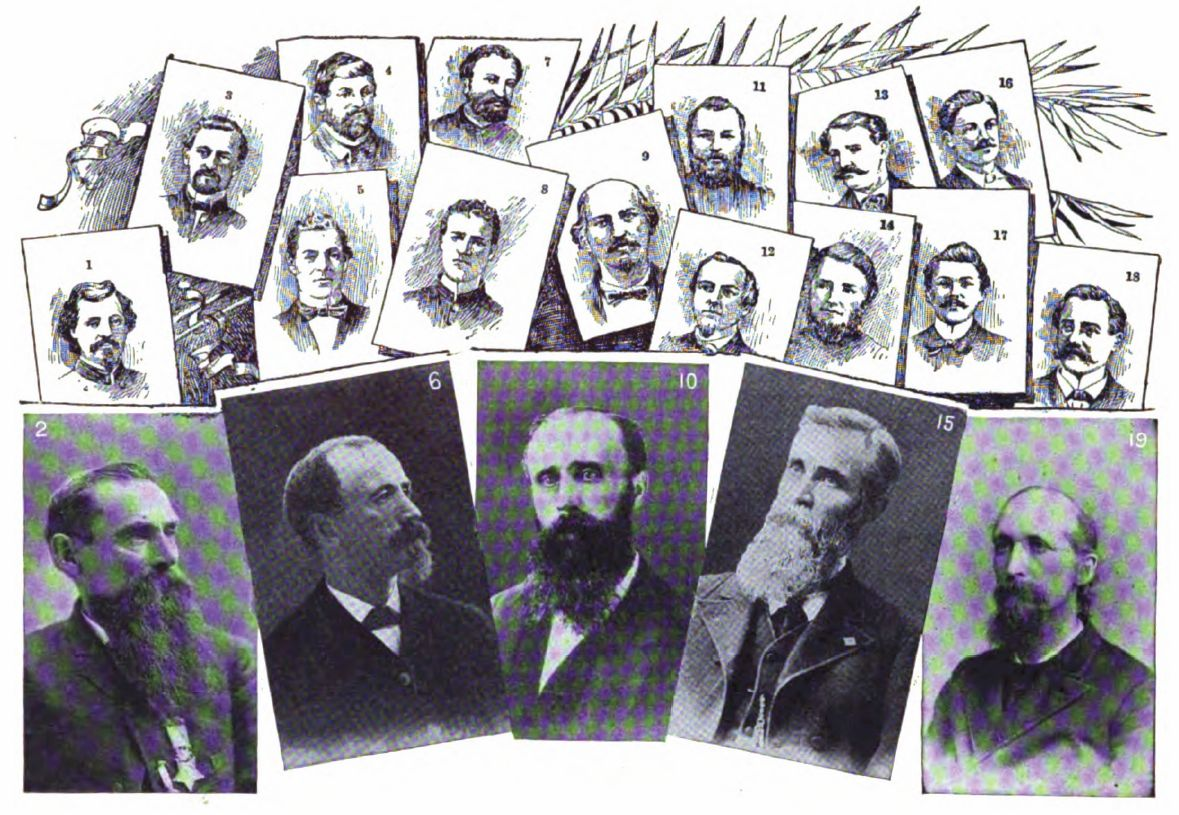
Podobizny 17 vojáků Unie zapojených do únosu a dvou pronásledujících železničářů

Brigádní generál Ormsby M. Mitchel velel vojskům Unie v centrální části Tennessee. Plánoval přesun své armády na jih a obsazení Huntsville v Alabamě, poté chtěl pokračovat na východ a doufal, že se mu podaří obsadit Chattanoogu. Byl si vědom strategického významu Chattanoogy jako uzlu železniční a vodní dopravy.
Tehdejší standardní taktikou zabraňující posílení obrany bylo obklíčení. Chattanooga však byla na jihu a východě obklopena horami a vodou, což činilo obklíčení s prostředky, které měl Mitchel k dispozici, prakticky neproveditelným. Avšak v případě, že by se bývalo podařilo zabránit přístupu posil po železnici, naděje na dobytí by vzrostly. V případě obsazení Chattanoogy by vojska Unie získala významný strategický bod, navíc s dobrým železničním spojením s pevností a zásobovacím skladem v Nashville v Tennessee.
James J. Andrews, civilní zvěd, navrhl odvážný nájezd s cílem zničení železnice Western and Atlantic Railroad spojující Chattanoogu s Atlantou. Nejprve zkusil oslovit generála Buella, u něj však neuspěl. Generála Mitchela ale plán zaujal a souhlasil s ním. Koncem března se tak uskutečnila první výprava osmi dobrovolníků na území nepřítele. V Atlantě se měli setkat s georgijským strojvůdcem. Čekali několik dní, ale strojvůdce se nedostavil, pravděpodobně byl zaměstnán při velkých přesunech, které v ty dny probíhaly. Skupina se vrátila zpět. V pondělí 7. dubna se Andrews znovu objevil v táboře v Shelbyville. Tentokrát přibral civilistu Williama Huntera Campbella a 22 dobrovolníků ze tří regimentů z Ohia, včetně dvou strojvůdců. Andrews nařídil mužům přijet do Marietty v Georgii do půlnoci 10. dubna. Byl domluven s Mitchelem na současném zničení trati do Atlanty a útoku na Huntsville 11. dubna. Do Chattanoogy cestovali dobrovolníci v malých skupinkách po dvou nebo třech a v civilních oděvech, aby neupadli v podezření. Cestu komplikovaly silné deště, a tak se téměř všichni sešli s Andrewsem teprve ve čtvrtek večer nedaleko Chattanoogy, u městečka Jasper. Andrews odložil akci o den, pravděpodobně doufal, že i generál Mitchel odloží útok na Huntsville. Pouze dvěma se podařilo dorazit do Marietty v původním termínu, ale 12. dubna nebyli včas probuzeni a únosu se nezúčastnili. Naopak Llewellyn a Smith se zdrželi a podle instrukcí, které obdrželi pro takový případ, narukovali do vojska Konfederace.

## Honička

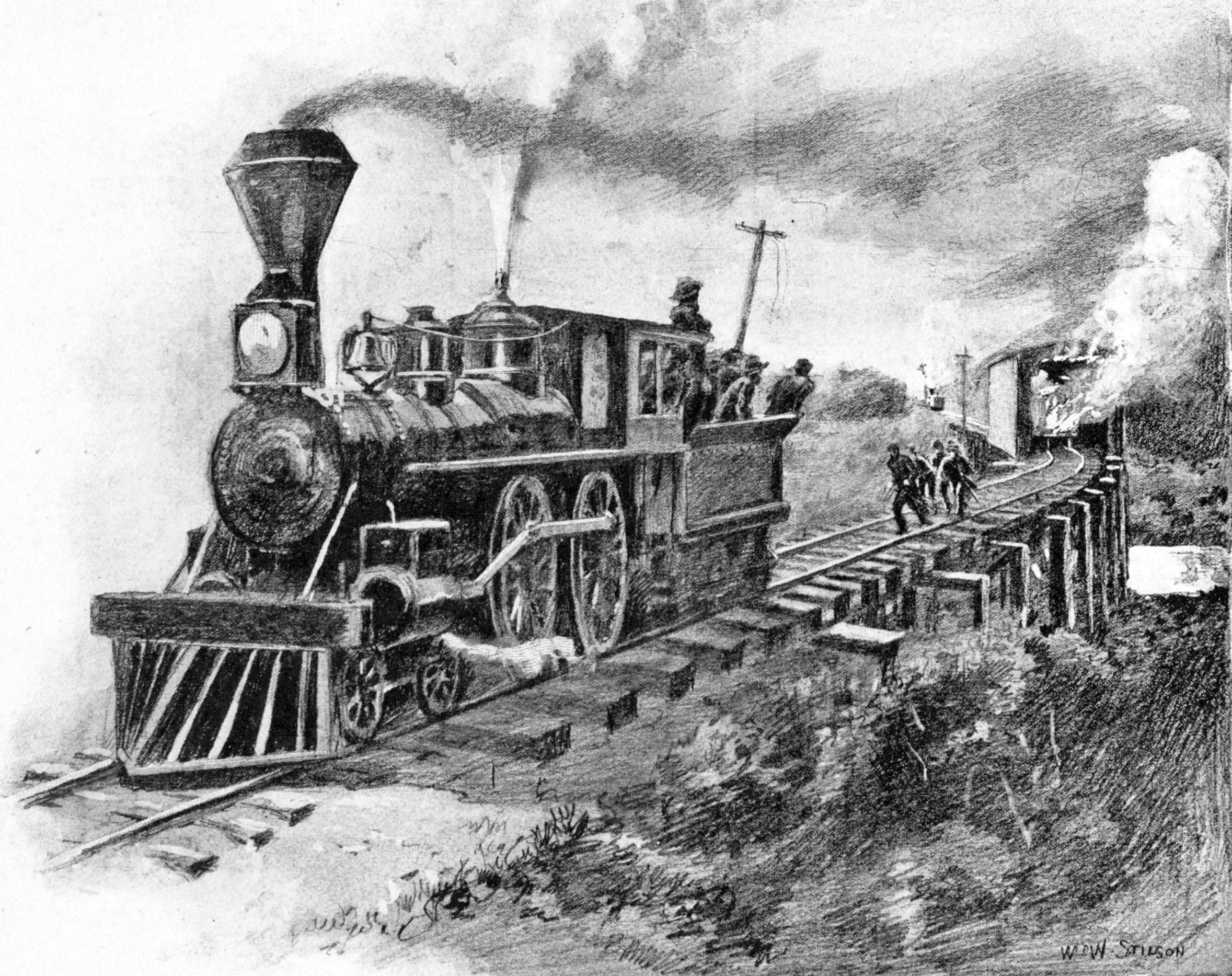
Únosci zapalují vůz, aby spálili krytý železniční most

Ráno 12. dubna zastavil v Big Shanty v Georgii (nyní Kennesaw) osobní vlak vedený lokomotivou General, aby cestující a četa posnídali v hotelu Lacy. V tehdejších dobách bývalo zvykem, že v jízdních řádech vlaků byly plánovány přestávky na jídlo pro cestující. Andrews a jeho společníci využili této příležitosti a zmocnili se lokomotivy s několika vozy. Jejich cílem bylo dovést vlak do Chattanoogy a zde se spojit s Mitchelovou armádou. Andrews se rozhodl provést únos ve stanici Big Shanty, protože ve stanici nebyla telegrafní stanice. Nemilým překvapením pro únosce ovšem byl vojenský tábor, který krátce před únosem vyrostl v sousedství stanice. Nakonec byl ovšem proveden únos tak rychle, že ani vojáci nestačili zareagovat. Únosci vyrazili z Big Shanty zanechávajíce za sebou překvapené cestující, vlakovou četu a přihlížející, včetně mnoha vojáků Konfederace. Cestou plánoval Andrews na různých místech vytrhat koleje, poškodit výhybky, spálit kryté mosty a přetrhat telegrafní vedení.
Průvodčí William Allen Fuller a dva další muži – strojvůdce Cain a mechanik Murphy – vyrazili za ukradeným vlakem, nejprve během, potom pokračovali na vozíku na nářadí, který jim poskytli traťoví dělníci. To nebylo tak beznadějné, jak by se dnes zdálo, protože tehdy byla průměrná rychlost vlaků 15, nejvýše 20 km/h. Dokonce dnes nepřesahuje v úseku mezi Atlantou a Chattanoogou 40 km/h. Protože Andrews plánoval zastávky pro sabotáže, bylo by pro odhodlaného pronásledovatele docela možné vlak doběhnout.
Ve stanici Etowah nalezl Fuller lokomotivu Yonah a na ní pronásledoval únosce až do Kingstonu. Strojvůdce Knight, který řídil uneseného Generala, chtěl lokomotivu zneschopnit, ale Andrews kvůli zdržení chtěl raději rychle pokračovat v jízdě. Kdyby bývali lokomotivu zneschopnili odebráním části mechanismu, Fuller by je stěží mohl úspěšně pronásledovat.
Únoscům se z různých důvodů po celou dobu nepodařilo získat před Fullerem výraznější náskok. Jednak ničení trati za vlakem nešlo příliš rychle a jednak unesli pravidelný vlak, který se na jednokolejné trati musel křižovat podle jízdního řádu s dalšími vlaky, takže ve stanicích stejně museli čekat na vlaky mířící k jihu. V Kingstonu čekali více než hodinu, než dojely postupně tři nákladní vlaky směřující na jih. Fuller s pronásledovateli dorazil do Kingstonu krátce po jejich odjezdu. Jelikož nádraží bylo plné, přestoupili na lokomotivu William R. Smith Rome R.R., přibrali dobrovolníky a pokračovali do Adairsville. Dvě míle před Adairsville byly koleje přerušené únosci, takže jediní Fuller s Murphym pokračovali pěšky k Adairsville.
Andrewsovi se při křižování v Adairsville podařilo oklamat četu lokomotivy Texas, takže mu uvolnili kolej a mohl pokračovat s Generalem na sever, ačkoliv měl jet osobní vlak v opačném směru. Ke stanici Calhoun dojeli právě v okamžiku, když se dával do pohybu osobní vlak s lokomotivou Catoosa. Jelikož Andrews a jeho společníci systematicky ničili telegrafní vedení, vlakové čety, staniční zaměstnanci, ani vedení W & A na sever od místa únosu neměli ponětí, že General padl do rukou nepřítele.

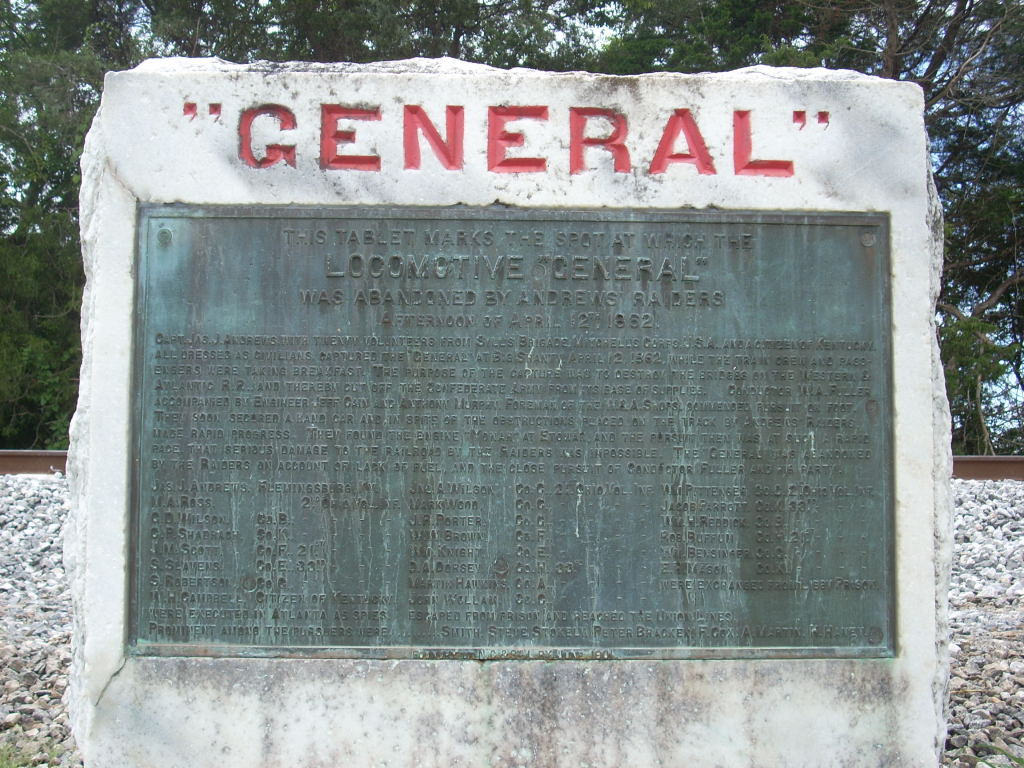
Pomník Generala poblíž Ringgoldu v Georgii

Vlak s lokomotivou Texas vyjel z Adairsville, ale zanedlouho jeho strojvůdce – Peter Bracken spatřil Fullera s Murphym. Zastavil a ihned se s oběma muži vrátil do Adairsville, kde odstavil vozy. V Calhounu se vykřižovali s osobním vlakem a při té příležitosti přibrali několik ozbrojených dobrovolníků. Za Calhounem pak potkali mladého telegrafistu Hendersona, který se z Daltonu vypravil na jih hledat poruchu.. Texas pronásledoval Generala tendrem napřed. V Daltonu vysadili pronásledovatelé Hendersona a ten stačil vyslat alespoň část zprávy o únosu do Chattanoogy dříve, než únosci přerušili vedení. Za Calhounem únosci chtěli znovu přerušit koleje, ale záhy uslyšeli lokomotivní píšťalu. Pokusili se také setřást pronásledovatele tak, že proti nim vyslali odpojený vagón, ale ti jej bez potíží zachytili. Další, zapálený vůz zanechali na mostě přes řeku Oostanaula, ale dřevo bylo nasáklé deštěm a mostní konstrukce se nevznítila. Pronásledovatelé oba vozy odstavili v Resace.
V tunelu navrhoval Knight Andrewsovi opustit lokomotivu a poslat ji buď proti Texasu nebo dále vpřed, aby ji Fuller pronásledoval, ale Andrews obě myšlenky zamítl. Nakonec, v míli 116,3, severně od Ringgoldu, několik mil od Chattanoogy, došlo dříví i voda a únosci Generala opustili a rozprchli se. Všichni byli zajati, včetně dvou, kterým se nepodařilo k únoscům včas připojit.
Všichni únosci byli postaveni před soud s obviněním z nezákonného útoku, civilisté navíc jako nelegální bojovníci a špióni. Andrews byl souzen v Chattanooze a shledán vinným. Byl oběšen 7. června v Atlantě. 18. června bylo v Atlantě oběšeno dalších sedm únosců, kteří byli odsouzeni v Knoxville za špionáž. Jejich těla byla pohřbena bez obřadu v neoznačeném hrobě, později byla přenesena na Národní hřbitov v Chattanooze. Další se z obavy o svůj osud pokusili uprchnout, z nich osm úspěšně. Po dvojicích putovali stovky mil, všech osm uprchlíků se dostalo na území Unie. Dvěma z nich přitom pomohli otroci a sympatizanti Unie, další dva se plavili po proudu řeky Chattahoochee, až byli 17. března 1863 zachráněni kolesovým dělovým člunem USS Somerset z unijní blokády.
Únoscům-vojákům byly uděleny první Medaile cti v historii Unie. Úplně prvním nositelem této medaile se stal vojín Jacob Wilson Parrott, se kterým bylo ve vězení velmi krutě zacházeno. Postupně byla tato medaile udělena téměř všem (kromě dvou), některým z nich posmrtně. Andrews a Campbell jako civilisté nemohli dostat válečné vyznamenání.
Tato válečná epizoda se stala námětem pro komedii Frigo na mašině z roku 1927 s Busterem Keatonem v hlavní roli.
Dramatického zpracování se dočkala v roce 1956 jako film The Great Locomotive Chase z produkce Walta Disneye.

## Únosci
Únosu vlaku se zúčastnili tito muži:
| Hodnost       | Jméno                                                     | Jednotka | Medaile cti udělena | Poznámky |
| ------------- | --------------------------------------------------------- | -------- | ------------------- | --- |
|               | James J. Andrews (cca 1829–1862)                          |          | Civilista           | Nezpůsobilý pro udělení Medaile cti; oběšen                                                                                |
| Vojín         | William Bensinger (1840–1918)                             | 21. Ohio | 25. března 1863     | Vyměněn, později povýšen na kapitána                                                                                       |
| Vojín         | Wilson Wright Brown (1837–1916)                           | 21. Ohio | 17. září 1863       | Uprchl, později povýšen na 2. nadporučíka                                                                                  |
| Vojín         | Robert Buffum (1828–1871)                                 | 21. Ohio | 25. března 1863     | Vyměněn, později povýšen na 2. nadporučíka                                                                                 |
|               | William Hunter Campbell (1839–1862)                       |          | Civilista           | Nezpůsobilý pro udělení Medaile cti; oběšen                                                                                |
| Desátník      | Daniel Allen Dorsey (1838–1918)                           | 33. Ohio | 17. září 1863       | Uprchl, později povýšen na 2. nadporučíka                                                                                  |
| Desátník      | Martin Jones Hawkins (1830–1886)                          | 33. Ohio | 17. září 1863       | Zaspal a nezúčastnil se. Později povýšen na četaře                                                                         |
| Vojín         | William James Knight (1837–1916)                          | 21. Ohio | 17. září 1863       | Uprchl |
| Desátník      | Samuel Llewellyn (1841–1915)                              | 33. Ohio | Neudělena           | Nezúčastnil se, odveden do jednotky Konfederace před dosažením Marietty, později povýšen na četaře                         |
| Četař         | Elihu H. Mason (1831–1896)                                | 21. Ohio | 25. března 1863     | Vyměněn, později povýšen na kapitána                                                                                       |
| Vojín         | Jacob Wilson Parrott (1843–1908)                          | 33. Ohio | 25. března 1863     | Vyměněn, později povýšen na 1. nadporučíka                                                                                 |
| Desátník      | William Pittenger (1840–1904)                             | 2. Ohio  | 25. března 1863     | Vyměněn, později povýšen na četaře                                                                                         |
| Vojín         | John Reed Porter (1838–1923)                              | 21. Ohio | 17. září 1863       | Zaspal a nezúčastnil se, uprchnul, později povýšen na 1. nadporučíka                                                       |
| Desátník      | William Reddick (1840–1903)                               | 33. Ohio | 25. března 1863     | Vyměněn, později povýšen na 2. nadporučíka                                                                                 |
| Vojín         | Samuel Robertson (1843–1862)                              | 33. Ohio | 17. září 1863       | Posmrtně, oběšen jako špión                                                                                                |
| Seržant major | Marion A. Ross (1832–1862)                                | 2. Ohio  | 17. září 1863       | Posmrtně, oběšen jako špión                                                                                                |
| Četař         | John Morehead Scott (1839–1862)                           | 21. Ohio | 4. srpna 1866       | Posmrtně, oběšen jako špión                                                                                                |
| Vojín         | Charles Perry Shadrack (1840–1862)                        | 2. Ohio  | Neudělena           | Oběšen jako špión, skutečné jméno Phillip Gephart Shadrach                                                                 |
| Vojín         | Samuel Slavens (1831–1862)                                | 33. Ohio | 28. července 1883   | Posmrtně, oběšen jako špión                                                                                                |
| Vojín         | James Smith (1844–1868), narozen jako Ovid Wellford Smith | 2. Ohio  | 6. července 1864    | Nezúčastnil se, odveden do jednotky Konfederace před dosažením Marietty, v době únosu vězněn, později povýšen na desátníka |
| Vojín         | George Davenport Wilson (1830–1862)                       | 2. Ohio  | Neudělena           | Oběšen jako špión |
| Vojín         | John Alfred Wilson (1832–1904)                            | 21. Ohio | 17. září 1863       | Uprchl |
| Vojín         | John Wollam (1840–1890)                                   | 33. Ohio | 20. července 1864   | Uprchl |
| Vojín         | Mark Wood (1839–1866)                                     | 21. Ohio | 17. září 1863       | Uprchl, později povýšen na 2. nadporučíka                                                                                  |

## Pomník a pamětní desky
Pomník věnovaný Andrewsovým únoscům se nachází na Národním hřbitově v Chattanooze. Na jeho vrcholu je umístěn model lokomotivy General a je na něm popsána stručná historie únosu. Lokomotiva General je uchována v Kennesaw a Texas v Atlantě.
Pamětní tabule připomíná místo, kde únos začal. Nachází se poblíž muzea Big Shanty v Kennesaw. Další tabule je umístěna v míli 116,3, kde únos skončil. Na předměstí Atlanty je na rohu ulic 3rd Street and Juniper Street označeno místo, kde byl Andrews oběšen.